# Joseph Héliodore Garcin de Tassy
Joseph Héliodore Sagesse Vertu Garcin de Tassy, född den 25 januari 1794 i Marseille, död där den 2 september 1878, var en fransk orientalist.
Garcin de Tassy var professor i hindustani vid École des langues orientales vivantes i Paris och medlem av Franska institutet. Som inledning till sina föreläsningar brukade han varje år lämna en översikt av den indiska litteraturens alster under närmast föregående år. Från och med 1830 utgavs dessa årsredogörelser under olika titlar i tryck.
Bland hans många andra värderika arbeten kan nämnas Mémoire sur les particularités de la religion musulmane dans l'Inde (1832), Histoire de la littérature hindoui et hindoustani (1839-47; 2:a upplagan 1871), De la poésie philosophique ou religieuse chez les persans (1856; 4:e upplagan 1864) och L'islamisme d'apres le Coran (3:e upplagan 1874) med flera.